# Іоаннікій (Липовац)
Митрополит Іоаннікій Липовац (серб. Јоаникије Липовац, в миру Йован Липовац; 16 лютого 1890, село Столів — 18 червня 1945, Аранджеловац) єпископ Сербської православної церкви, митрополит Чорногорсько-Приморський.
Він був страчений комуністичними югославськими партизанами в 1945 році через його нібито співпрацю з силами Осі.